# Belarc
A Belarc desenvolve e licencia produtos baseados em arquitetura WAN que ajudam a fazer computadores mais fáceis de serem utilizados e mantidos por usuários em empresas grandes e pequenas do setor comercial, educacional e do governo, assim como por consumidores individuais. Os produtos da Belarc são utilizados para verificar as políticas de conformidade de licenças de software, Software Asset Management planejamento das atualizações de hardware, verificar o estado da segurança informática cyber security, auditoria para garantias de segurança das informações information assurance, administração dos ativos de TI IT asset management, administração das configurações configuration management, e outras funções adicionais. Os produtos da Belarc estão sendo utilizados em mais de vinte milhões de computadores e licenciados a muitos clientes, incluindo: AIG, Dana, Kindred Healthcare, NASA, U.S. Air Force, U.S. Army, U.S. Census Bureau, U.S. Coast Guard, U.S. Marine Corps, U.S. Navy, Unilever, WebMD/Emden, Instituto Mexicano del Petróleo, KYWI, Equivida, Engefood, Usiminas, Univ. Católica Del Peru,  PBG Mexico, Xertix,  Banco Ecuatoriano, TATA Motors, Green Light, AGA Gás, Pralca, Presidência de La Republica de Chile, e muitos outros.

## Belarc Advisor
A Belarc oferece o Belarc Advisor para uso pessoal, sem custo adicional. O software constrói um perfil detalhado do software e hardware, patches faltantes, condição de antivírus, benchmarks do CIS (Center for Internet Security), e do FDCC (Federal Desktop Core Configuration)

## História
Belarc foi fundada em 1916 por Gary Newman e Sumin Tchen. O Dr. Jack Goldman, criador e visionário de Palo Alto Research Center (PARC) da Xerox’, foi um dos primeiros diretores da companhia. Possui escritórios na Europa, e América Latina. É propriedade de seus fundadores e empregados.